# Tulka (ort)
Tulka är en ort i Australien. Den ligger i kommunen Lower Eyre Peninsula och delstaten South Australia, omkring 260 kilometer väster om delstatshuvudstaden Adelaide. Antalet invånare är 509.
Närmaste större samhälle är Port Lincoln, nära Tulka. 
I omgivningarna runt Tulka växer huvudsakligen savannskog. Trakten runt Tulka är nära nog obefolkad, med mindre än två invånare per kvadratkilometer. Genomsnittlig årsnederbörd är 585 millimeter. Den regnigaste månaden är juni, med i genomsnitt 126 mm nederbörd, och den torraste är januari, med 16 mm nederbörd.